# Good morning! That's wakeman show
『good morning! That's wakeman show』（グッド・モーニング ザッツ・ウェイクマン・ショー、通称「ウェイクマン」、「ウェイクマンショー」）は、JFNC制作のラジオ番組。

## 概要
2000年3月まで放送された前番組『THIS MORNING』を受ける形で、2000年4月3日から2006年3月31日まで放送された朝のワイド番組。

放送開始からの1年間は5:00 - 8:55に放送された。なお、7:00 - 7:30と8:00 - 8:20はTOKYO FMネット番組（当時：『立花裕人のMORNING FREEWAY』、現：『ONE MORNING』）を放送する形とした。
当初から女性パーソナリティは5時台のみの担当となっており、これは終了までそのまま引き継がれている。
一部の地域では6:30から、もしくは6:50からラジオショッピングを放送していた。この編成は後番組以降も引き継がれることになる。
（このあたりの編成は #4時間ワイド時のウェイクマン を参照）
2001年4月の改編で当番組は6:55までに縮小。第3部・4部は後枠の「Te quiero pa quiero」と統合され『Open Sesame!』（7:30 - 11:00）を新設。
2006年3月をもって当番組は終了した。後番組はTFM制作の『Eyes on Japan』（『6Sense』と合体して始まった番組）であるが、ラインネットの関係上、旧『wakeman show』枠はJFNC発、旧『6Sense』枠はTOKYO FM発の形をとる。
新聞のラ・テ欄には「グッドモーニング！」[改行]「ウエークマンショー」と書かれていることが多かった。

## コーナー
※基本的には、5時台と6時台のパートに分かれていた。
- 5:00 - オープニング
- 5:04 - HEADLINE NEWS
- 5:10 - SPORTS NEWS CHECK
- 5:17 - MUSIC ZONE
- 5:30 - HEADLINE NEWS
- 5:33 - PICK UP TOPICS
- 5:40 - うまいねネット
- 5:42 - ポップ･アイド・ポップ
- 6:00 - HEADLINE NEWS〜6時台オープニング
- 6:10 - GLOBAL EYES
- 6:30 - HEADLINE NEWS（一部の地域では、ラジオショッピング）
- 6:35 - CHECK THE WEATHER
- 6:40 - コスモアースコンシャスアクト ずっと地球で暮らそう。（TFMネットプログラム）
- 6:45 - MY POINT OF VIEW
- 6:50 - エンディング（一部の地域では、ラジオショッピング）

## パーソナリティ
| 期間      | 期間       | 男性     | 男性     | 女性（5時台のみ） | 女性（5時台のみ） | 女性（5時台のみ） | 女性（5時台のみ） | 女性（5時台のみ） |
| 期間      | 期間       | 月 - 木  | 金       | 月                | 火                | 水                | 木                | 金                |
| --------- | ---------- | -------- | -------- | ----------------- | ----------------- | ----------------- | ----------------- | ----------------- |
| 2000.4.3  | 2000.9.29  | 假野剛彦 | 假野剛彦 | とうほりか        | とうほりか        | とうほりか        | とうほりか        | とうほりか        |
| 2000.10.2 | 2001.3.30  | 假野剛彦 | 假野剛彦 | 藤本えみり        | 藤本えみり        | 藤本えみり        | 藤本えみり        | 藤本えみり        |
| 2001.4.2  | 2001.12.31 | 假野剛彦 | 宗方脩   | 藤本えみり        | 藤本えみり        | 藤本えみり        | 藤本えみり        | 藤本えみり        |
| 2002.1.4  | 2002.9.30  | 蒲田健   | 宗方脩   | 藤本えみり        | 藤本えみり        | 藤本えみり        | 藤本えみり        | 藤本えみり        |
| 2002.10.1 | 2003.9.26  | 蒲田健   | 宗方脩   | 宮原亜矢          | 宮原亜矢          | 宮原亜矢          | 宮原亜矢          | 宮原亜矢          |
| 2003.9.29 | 2004.3.31  | 蒲田健   | 井門宗之 | 宮原亜矢          | 宮原亜矢          | 宮原亜矢          | 宮原亜矢          | 宮原亜矢          |
| 2004.4.1  | 2005.4.1   | 蒲田健   | 井門宗之 | 宮原亜矢          | 杉山明子          | 坪野真紀          | 近藤淳子          | 村上知奈美        |
| 2005.4.4  | 2006.3.31  | 蒲田健   | 井門宗之 | 宮原亜矢          | 杉山明子          | AKI               | 菊池浬            | 村上知奈美        |

## 4時間ワイド時のウェイクマン
当時のホームページによると、「2000年4月からの朝は、活気・元気がみなぎり家族でたのしめる情報番組を目指し、基本コンセプトは、子から親へ、そして親から子へ、家族みんなが、例えば出勤通学前に朝食を囲んで楽しく聴けるコミュニケーション・ツールとしてのエンターテインメント情報番組」をキャッチコピーにしていた。

### タイムテーブル（2000.4 - 2001.9）
斜字部は全国共通ネット枠
第1部
- 5:00　オープニング
- 5:04　HEDLINE NEWS
- 5:10　WAKE UP! WAKE UP!　
歌手や俳優から朝いちのメッセージを届けてもらうコーナー。締めくくりは「今日も行ってらっしゃい」。
- 5:15　ENGLISH IN THE STREET　使える英語　
英語のふとしたフレーズや慣用句を実際の会話に取り入れてマスターするコーナー。男性パーソナリティが仕切った。
- 5:26　朝のメールチェック
Eメールでリスナーの色々な悩み・相談・情報を交換する場
- 5:30　WAKEMANS HOT DISC
最新の曲をいち早く届けるコーナー
- 5:45　データ＠（アット）ウェイクマン
ちまたの流行情報を届ける。月曜はTSUTAYAの最新CD/DVDランキング。
- 5:50　息子／娘よがんばれ!
お父さん・お母さんの側から自分たちの子供達に向けてリクエストを募り、プレゼントしたい1曲とその思いをFAXに書いてもらい紹介する。のちにメッセージ紹介コーナー。
- 5:55　第1部エンディング。女性パーソナリティはここまでとなる。

第2部
- 6:00　オープニング
- 6:05　HEDLINE NEWS・リピート
- 6:10　ACCESS365
365日、日々の出来事やその日の誕生日の人を紹介。
- 6:20　CLICK THE MAGAZINE　
幅広い分野からおすすめの雑誌を毎日一冊ずつ紹介
- 6:30　CHECK THE WEATHER（一部の地域はラジオショッピング）　
最新の天気予報
- 6:35　MY POINT OF VIEW
ニュース（政治、経済、三面記事、スポーツ、芸能）の中から、パーソナリティが一つだけネタをピックアップし、解説、批評していくラジオ版コラム
  - ウェイクマンズ・カルチェ・リゴーラ（ワールドカップ前）
サッカーのルールをわかりやすく放送。
- 6:45　お父さんお母さんがんばって
5時台の「息子／娘よがんばれ!」とは逆に、子供たちの側からリクエストを募り、自分たちの親にプレゼントしたい1曲とその思いをFAXに書いてもらい紹介。のちにメッセージ紹介コーナー。この直後は第2部のエンディングとなり、ほとんどの地域ではネット終了。

- 6:51　COSMO EARTHCONCIOUS ACT・100万人のメッセージ 上田万由子
- 6:54　（CM／JFNからはネットでステブレ用音楽）
- 6:55　MY OLYMPIC 蒲田健
- 6:58　（CM／JFNからはネットでステブレ用音楽）

- 7:00　モーニング・フリーウェイ

第3部
この時間帯以降、パートによっては単一局しかネットしていない時間帯があったため、その時間帯はその局の地元の情報を取り扱うコーナーを設けていた（「ウィ・ラブ・コーチ」「アキタ A TO Z」）。なお「ウィ・ラブ・コーチ」は後に消滅したため、それ以降の第3部は7:55までとなっている（「ウィ・ラブ・コーチ」を放送していたFM高知も他局同様に7:55 - 8:00をローカル枠とした）。
- 7:30　MUSIC PARADISE
ノンストップミュージックゾーン。（月）80年代ポップ・ロック、（火）90年代ポップ・ロック、（水）懐かしのオールディーズ、（木）R&B、ソウル、最新ヒップホップ/ブラック・ミュージック、（金）ワールド・ミュージックを日替わりでオンエア。
- 7:50　ドメスティック・ニュース
国内ニュースを放送する
- 7:55　ウィ・ラブ・コーチ（第3部エンディング、FM高知のみネット）
FM高知対応枠。FM高知の協力で高知のトレンディ情報、スポット、特産品などを紹介。後に廃止され、第3部は7:55で終了となる。
余談だが、のちに蒲田健や井門宗之が出演している「OH! HAPPY MORNING」ではこの時間帯にニュースが設けられ、一部のネット局がオンエアしている。
- 8:00　【ノンストップで音楽を放送（地域情報などのコメントを自由に載せられるように）】

第4部
- 8:20　アキタ A TO Z（FM秋田のみネット）
FM秋田対応枠。FM秋田の協力で秋田のトレンディ情報、スポット、特産品などを紹介
- 8:26　【地域情報枠】
- 8:30　ENTERTAINMENT CAFÉ　
芸能ニュース、アメリカのショー・ビジネス等、ホットで新鮮な話題を放送。（FM山口飛び乗り）
- 8:40　GLOBAL EYES　
世界各国の面白情報・世界のワイドショーネタをピックアップ。海外国内の面白インターネット・ホームページ紹介。又、世界各国からのTEL中継をする。（Hi-Six飛乗り）
- 8:50　エンディング
- 8:55　JFNニュース（假野ではなく別途アナウンサーが担当）

番組自体は第1部・2部は全国の大半の放送局がネットしており、津々浦々で聴ける放送であった。ただし、一部時間帯はラジオショッピングなどに差し替える局があるため、細切れ編成を維持しつつも多少フレキシブルなコーナー組み立てとなっていた。

第3部以降は基本的に自社制作番組を放送する地域が多いことから一部地域のみの放送であり、さらに5分から10分単位でニュースや交通情報などを編成する局に合わせて第1・2部以上に細切れな編成となっていた。ネット局の変遷は後述。

## wakeman show FRIDAY EDITION 5時台の扱い
金曜日は『good morning! That's wakeman show FRIDAY EDITION』として放送しているが、金曜日の5時台の放送が一部局で放送されない時期があった。それはTOKYO FMからのネット番組をネットした関係で、5時台が放送できず6時から飛び乗って放送していた局があったためであると言われている。一部（HFM、TFMなど）では当番組のネットが5時台のみであったことから、番組自体が休止となっていた。
※なお、TOKYO FMでは番組開始（2000年4月）からではなく、藤本えみりが加入した2000年10月から当番組のネットが開始された。

### 21(Twenty-One)シリーズ
「wakeman show」のB1ラインの裏でB2ラインを使用してTOKYO FMと全国13局に向けてネットされた金曜5時台の番組。この番組が放送されていた時期、金曜の5時台のみが休止となっていた。いずれの番組も2003年3月には終了したため、4月以降はすべての週で「wakeman show」がネットされている。

3週目と5週目は放送がないため、通常通り「wakeman show」のネットとなっていた。
- 1週目 - アースコンシャス21
- 2週目 - Teen's Field 21
- 4週目 - Watching Japan 21

ネット局
- TOKYO FM
- 広島FM
- FM山口
- FM佐賀

ほか

### 2006年3月までTOKYO FMで放送されていた差替番組
上記の番組終了後もTOKYO FMのみ金曜は差し替えが続いていた。基本的に2週目・5週目は「wakeman show」であったが、その他の週は自社制作番組が放送されていた。2006年1月以降、「モギフォン」を2週・5週定期放送にしたため、金曜のネットはなくなった。
- 1週目 - TOKYO FMブランニューソング
- 2週目 - モギフォン（2006年1月 - ）
- 3週目 - ブランニューアルバム・マンスリーピックアップ … 途中にTFM番組審議会の報告があった。
- 4週目 - TOKYO FMブランニューソング
- 5週目 - モギフォン（2006年1月 - ）

※第2・5週目でも、編成の都合上当番組が休止したことがあった。また、その他の週にOAされることはない。

## ネット局
TOKYO FMをはじめ、全国JFN系列34局で放送されていた。
なお、Radio 80では2004年4月から2005年3月のみ自社製作番組『Morning Bird』放送のため、6:30にネット飛び降りをしていた。
以下は5時台のみの放送であった。このうち、FM AICHI以外は6:00から『6Sense』を放送。
- TOKYO FM - 金曜日は原則未ネット。上記参照。
- Date fm（※一時期6時台も放送していたが、末期は5時台のみの放送に戻った）、
- 広島FM
- FM AICHI - 6時からは自社制作番組『モーニング・グルーブ』を放送。

K-MIXでは2001年3月までは5時台のみをネットし、6時からは『MORNING FREEWAY〜今日のチェック・リスト』をネットしていたが、2001年4月からは『wakeman show』を6:55までネットし、『MORNING FREEWAY』をAラインネットのみに縮小した。また、Boy-FMでは2002年3月までは5時台のみをネットし、6時からはK-MIX同様に『MORNING FREEWAY』をネットしていたが、2002年4月からは『wakeman show』を6:55までネットし、『MORNING FREEWAY』をAラインネットのみに縮小した。
一部の局ではメンテナンスによる放送休止のため、月曜のみ5時台がネットされないほか、金曜日に限って5時台を未ネットにした地域もある。
2000年4月〜2001年3月に第3部（7:30-8:00）、第4部（8:20-8:55）をネットしていたのは以下の通り。
- 7:30 - 7:55 - エフエム鹿児島（μFM）、エフエム高知＜初期は8:00まで＞、エフエム石川（HELLO FIVE）
- 8:20 - 8:55 - エフエム秋田（月 - 木）[4]
- 8:30 - 8:55 - μFM、エフエム山口、HELLO FIVE
- 8:30 - 8:40 - FMとやま
- 8:40 - 8:55 - FM高知

以下は未ネット局。
- AIR-G' - 5時台は自社制作番組『チェキチェキ』（金曜のみ7:00まで）、6時台は自社制作番組『AIR-G' Morning Pax 6PAX』（月-木）
- fm osaka - 自社制作番組『ASA-REN 5』
- FM愛媛 - 5時台は放送休止時間。6時台はTOKYO FMの番組
- FM福岡 - 5時台は自社制作番組『J-HITS SHOW CASE』、6時台は自社制作番組『椎葉ユウmorninGroovy』

### FMとやま版 wakeman show
FMとやまでは2000年3月までは『FMモーニングサロン』という朝ワイドを放送していたが、当番組開始後、JFN同様に5:00-9:00を『good morning! That's wakeman show』としたうえで、放送枠後半をローカル編成枠としていた。
タイムテーブルの例（2000年6月）
- 7:30　ウェイクアップシャワー　長谷川まりこ
- 7:40　オークス・ナイスデー・スクランブル　村口恭子
- 7:45　三菱ダッシュ・トゥデイ
- 7:55　FMとやまニュース
- 8:00　MORNING FREEWAY（TOKYO FM）
- 8:20　経済ニュース
- 8:25　交通情報・天気予報
- 8:30　エンターテイメント・カフェ（JFNC部分ネット）
- 8:40　FMとやまニュース
- 8:45　デイリーコラム
- 8:50　シティ・インフォメーション

2001年4月に『wakeman show』が6:55までに縮小された後もしばらくこの編成は継続された。このうち「エンターテイメント・カフェ」は新番組『Open Sesame!』の「モーニング・ドライブ」の部分ネットとなっていた。
2002年3月でこの編成は終了し、ローカル編成時間帯は『IN THE MORNING』を立ち上げている。